# Fetschendorf
Fetschendorf ist ein Gemeindeteil des Marktes Dentlein am Forst im Landkreis Ansbach (Mittelfranken, Bayern). Fetschendorf liegt in der Gemarkung Dentlein a.Forst.

## Geografie
Das Dorf liegt am Fetschendorfer Graben, der mit dem Höfstetter Graben zum Pflatterbach, einem rechten Zufluss der Wieseth, zusammenfließt. Im Westen befindet sich das Diebsfeld, im Süden das Mosbacher Feld und im Südosten das Flurgebiet Sauerweiher. 0,5 km nordwestlich liegt das Waldgebiet Ochsenhorn. Eine Gemeindeverbindungsstraße führt nach Dentlein zur Kreisstraße AN 52 (1 km südwestlich) bzw. nach Obermosbach (1 km südöstlich).

## Geschichte
1300 kaufte der 13. Abt Heinrich des Heilsbronner Klosters von den Gebrüdern Konrad und Heinrich von Elbangen Güter in Fetschendorf und das Brantholz. 1446 kaufte der 22. Abt Kötzler dort zwei weitere Güter. Der Ort lag im Fraischbezirk des ansbachischen Oberamtes Feuchtwangen. Die Güter wurden vom heilsbronnischen Amt Waizendorf verwaltet, das nach der Säkularisation des Klosters in das ansbachische Verwalteramt Waizendorf umgewandelt wurde. 1732 gab es 5 Anwesen mit 6 Mannschaften (1 Hof, 1 Hof mit doppelter Mannschaft, 2 Halbhöfe, 1 Gut) und 1 Gemeindehirtenhaus. Die Dorf- und Gemeindeherrschaft und die Grundherrschaft über alle Anwesen stand dem Verwalteramt Waizendorf zu. An diesen Verhältnissen änderte sich bis zum Ende des Alten Reiches (1806) nichts. Von 1797 bis 1808 unterstand der Ort dem Justiz- und Kammeramt Feuchtwangen.
Mit dem Gemeindeedikt (frühes 19. Jahrhundert) wurde Fetschendorf dem Steuerdistrikt Wieseth und der Ruralgemeinde Dentlein zugeordnet.

### Baudenkmal
- Haus Nr. 15: Sühnestein, Sandsteinstele, bezeichnet „1850“.[10]

### Einwohnerentwicklung
| Jahr      | 001818 | 001840 | 001861 | 001871 | 001885 | 001900 | 001925 | 001950 | 001961 | 001970 | 001987 | 002003 | 002017 |
| Einwohner | 42     | 50     | 57     | 50     | 61     | 53     | 68     | 71     | 63     | 62     | 41     | 47     | 42     |
| Häuser    | 8      | 8      |        |        | 10     | 10     | 10     | 12     | 12     |        | 16     |        |        |
| Quelle    | [ 12 ] | [ 13 ] | [ 14 ] | [ 15 ] | [ 16 ] | [ 17 ] | [ 18 ] | [ 19 ] | [ 20 ] | [ 21 ] | [ 22 ] | [ 23 ] | [ 1 ]  |

## Religion
Der Ort ist seit der Reformation evangelisch-lutherisch geprägt und bis heute nach St. Ursula (Dentlein am Forst) gepfarrt. Die Einwohner römisch-katholischer Konfession sind nach St. Raphael (Großohrenbronn) gepfarrt.